# Niedziela pewnego małżeństwa w mieście przemysłowym średniej wielkości
Niedziela pewnego małżeństwa w mieście przemysłowym średniej wielkości – polski krótkometrażowy film fabularny z 1977 roku, w reżyserii Jerzego Sztwiertni.

## Opis fabuły
Milewscy to małżeństwo w średnim wieku. Witold i Magda, oboje zajęci karierą na kierowniczych stanowiskach tworzą solidny, dobrany związek. Nie mają dzieci – to decyzja Magdy, która wolała robić karierę, niż zajmować się pieluchami. Z więzi, która łączyła ich na początku, niewiele jednak pozostało. W każdą niedzielę, małżonek zdradza swoją partnerkę, Magda tego nie robi i woli o tym nie myśleć. Wszystko ulega zmianie, gdy zjawia się u nich  młodszy brat Witolda, Franek, przystojny geolog i włóczykij, który zawsze jest bez grosza i tym razem również przyjechał prosić brata o kolejną, pieniężną pożyczkę. Kiedyś Magda napisała do niego list i domyśla się, że z czasem przybyło jej jeszcze więcej powodów, by szukać u niego wsparcia i czułości. Po jego pośpiesznym wyjeździe, rzekomo wszystko wraca do normy, a jednak ta niedziela odmieniła małżonków.

## Obsada aktorska
- Elżbieta Kępińska (Magda Milewska)
- Witold Pyrkosz (Witold Milewski, mąż Magdy)
- Helena Dąbrowska (Gorczakowa)
- Ewa Milde (barmanka Kasia)
- Barbara Sołtysik (kochanka Milewskiego)
- Janusz Gajos (Franek Milewski, brat Witolda)
- Wirgiliusz Gryń (inżynier Wesołowski, kolega Milewskiego)

i inni